# 25058 Шейнгоулд
25058 Шейнгоулд (25058 Shanegould) — астероїд головного поясу, відкритий 25 серпня 1998 року.
Тіссеранів параметр щодо Юпітера — 3,406.